# Weinähr
Weinähr est une municipalité du Verbandsgemeinde Nassau, dans l'arrondissement de Rhin-Lahn, en Rhénanie-Palatinat, dans l'ouest de l'Allemagne.